# Yamaha SRX 600
Yamaha SRX 600 je motocykl kategorie naked bike, vyvinutý firmou Yamaha, vyráběný v letech 1985–1997. Celkem bylo vyrobeno cca 19 000 kusů. Předchůdcem byl model SR 500.
Motor je původem z XT 600, vzduchem chlazený jednoválec, startování nožní pákou.

## Technické parametry
- Suchá hmotnost: 149 kg
- Pohotovostní hmotnost: 172 kg
- Maximální rychlost: 170 km/hod
- Spotřeba paliva: 5 l/100 km